# Phylloglossum drummondii
Phylloglossum é um gênero de vegetais com somente uma única espécie, Phylloglossum drummondii.

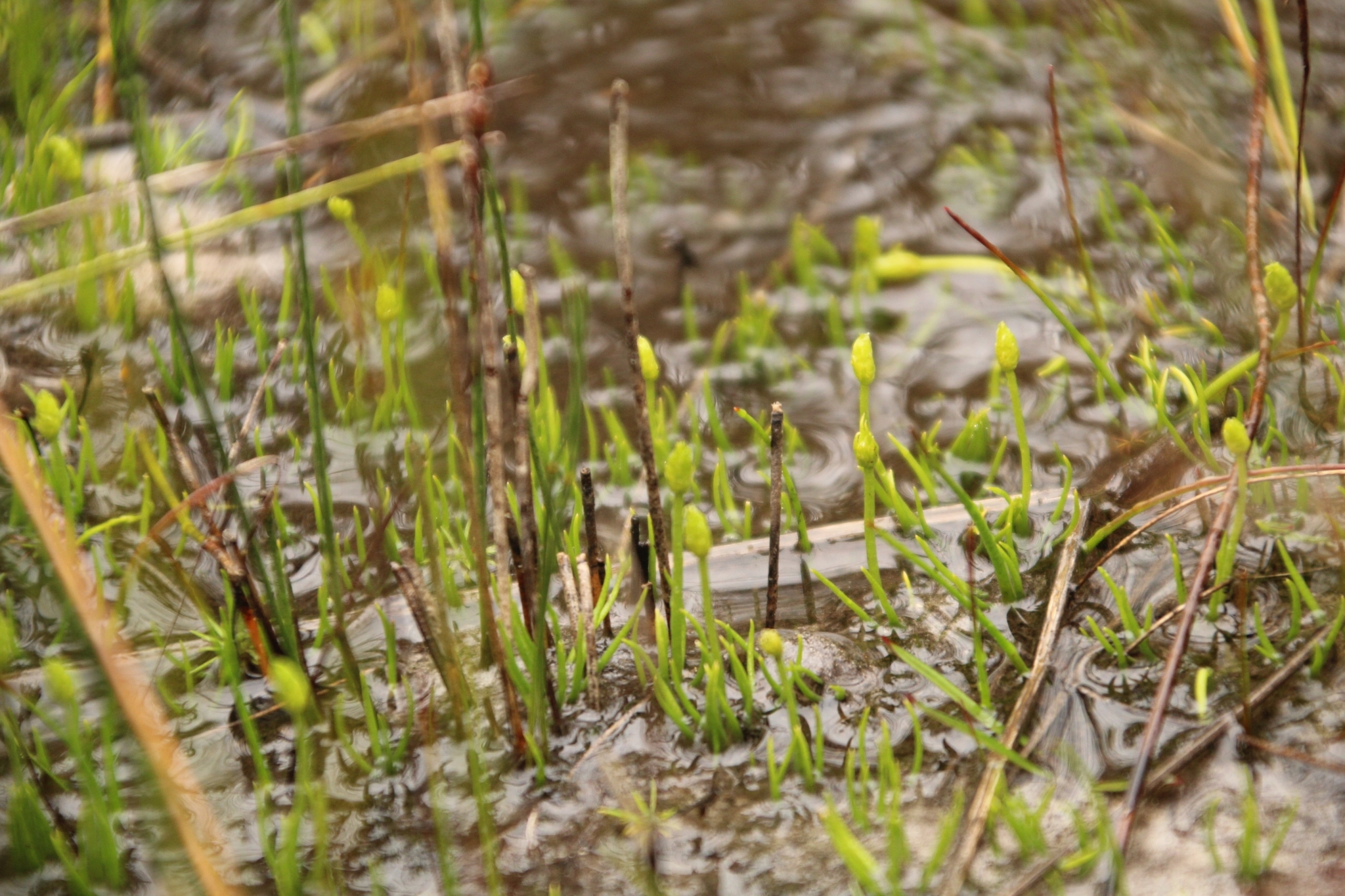
Vários espécimes em um ambiente com Lama

## Descrição
Possuí um número alto de cromossomos. Tem raízes subterrâneas semelhantes a um bulbo, algumas folhas em forma de espinho e um caule com cacho de folhas contendo esporângios. A planta tem em torno de 3 a 5 centímetros de altura, morrendo na estação seca e reaparecendo na estação úmida.

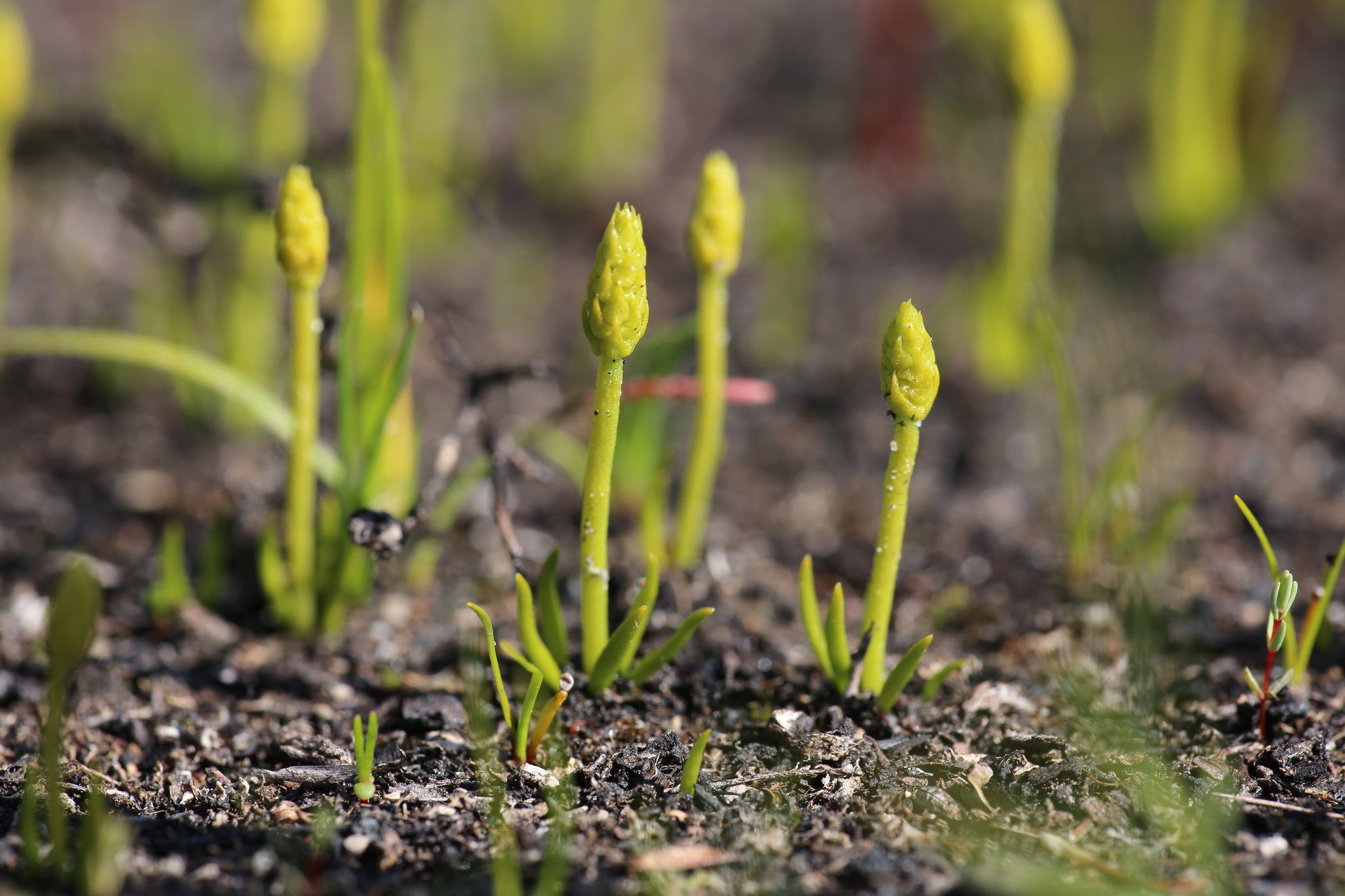
Espécimes vistos de perto, apresentando as folhas em forma de espinho e o cacho de folhas

## Distribuição geográfica
Esta é uma espécie nativa da oceania, mais precisamente da Austrália e Nova zelândia.